# 建生巴士總站
建生邨總站（英語：Kin Sang Estate Bus Terminus）位於良運街建生邨近樂生樓，鄰近輕鐵建生站，現時有1條巴士路線以此處為總站。

## 歷史
建生邨於1989年入伙，巴士總站亦隨之而落成，不過初期並無任何路線使用；在入伙首2個月，巴士服務只局限於青田路樂生樓對出之巴士站；翌年1月3日，九巴58M線改經震寰路，並於建生邨對出及青松觀旁設站；雖然震寰路比青田路更為接近建生邨，不過當區區議員認為九巴須增設路線服務該區，結果在1991年1月21日，58M線增設早上繁忙時間特別班次由建生開出，成為首條以建生為總站的路線。惟巴士總站站在早上繁忙時間過後便沒有其他路線使用。
- 1992年1月20日：九鐵巴士A58線(來往建生至屯門碼頭，只在平日早上繁忙時間行駛)開辦，翌年1月22日取消。
- 1997年5月1日：960線投入服務，是首條以本站為終點站的全日路線。
- 2004年4月13日：960A線投入服務
- 2007年9月17日：960A線延長至洪水橋
- 2022年7月11日：960B線遷往本站為終點站。
- 2023年5月8日：N960線投入服務

## 總站路線資料

### 過海隧道巴士960線
- 屯門（建生邨） ↔ 會展站

由九龍巴士營運的一條路線，提供屯門建生、良景、大興及屯門市中心往來上環、中環、金鐘及灣仔的巴士服務，於1997年5月1日起隨西區海底隧道通車翌日而投入服務。

### 過海隧道巴士960B線
- 屯門（建生邨） ↔ 鰂魚涌（英皇道）

由九龍巴士營運的一條路線，提供屯門建生、良景、山景、屯門市中心、安定及友愛往來北角及鰂魚涌的巴士服務，只於星期一至五繁忙時段時段開出一班，於2008年5月13日投入服務，於2022年7月11日洪福邨公共運輸交匯處遷往此處為總站。

### 過海隧道巴士N960線
- 會展站 ↔ 屯門（建生邨）

於2023年5月8日投入服務，是960線的通宵版本，提供屯門建生、良景、大興及屯門市中心來往上環、中環、金鐘及灣仔的巴士服務。

### 九龍巴士58M線（特別班次）
- 屯門（建生邨） → 葵芳站（特別班次）

由九龍巴士營運的一條路線，58M線的特別班次。提供屯門寶田、建生及屯門市中心往來荃灣及葵涌的巴士服務。平日早上於建生開出9班（0650、0700、0715、0725、0735、0750、0800、0810、0820）；及於寶田開出6班（0640、0700、0720、0740、0800、0820）。

### 九龍巴士58X線（特別班次）
- 屯門（建生邨） → 旺角東站（特別班次）

由九龍巴士營運的一條路線，是58X線的特別班次。提供屯門建生及屯門市中心往來長沙灣及旺角的巴士服務。平日早上於建生開出1班（0720）。

## 鄰近地點
- 建生邨商場
- 青田遊樂場
- 建生邨
- 海麗花園